# MS Mariner of the Seas
Mariner of the Seas је крузер класе "Voyager" којим управља "Royal Caribbean International". На овом крузеру, дугачком 311 метара и широком 48 метара може да се укрца максимално 4,252. Осим овог крузера у класи "Voyager" се још налази четири крузера. 